# Paul Dewalhens

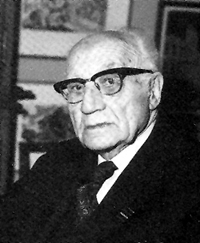
Paul Dewalhens (1 April 1983)

Paul Dewalhens (Antwerpen, 7 juli 1902 – Tienen, 21 juli 1991) was stadsarchivaris van Tienen van 1953 tot 1972. Hij speelde een grote rol in het artistieke en culturele leven van Tienen. Als self-made historicus schreef hij 67 bijdragen over Tienen en omgeving.
Paul Dewalhens verwierf vermaardheid als Franstalig dichter en auteur van 91 letterkundige publicaties. Net als Maeterlinck en Verhaeren behoorde hij tot 'la Belgique latine’ vanwege zijn afkomst, zijn opleiding aan het ‘Collège communal de Tirlemont’ en het typische Tiense vooroorlogse milieu waar de Franse cultuur een prominente plaats innam.
Paul Dewalhens werd onderscheiden met onder andere de Prijs van Brabant (1937), de Grote Poëzieprijs Octave Pirmez (1970), de Poëzieprijs van de provincie Brabant (1979) en de prijs Félix Denayer (1982). Stukken van zijn oeuvre werden vertaald in het Nederlands, het Italiaans, het Russisch, het Spaans, het Roemeens, het Hongaars en het Bulgaars.
- Bibliothèque nationale de France: cb12675930j (data)
- Gemeinsame Normdatei: 118913255
- International Standard Name Identifier: 0000 0000 7731 093X
- Library of Congress Control Number: n83800453
- Nederlandse Thesaurus van Auteursnamen: 07340201X
- Système universitaire de documentation: 094654042
- Virtual International Authority File: 69728004
- WorldCat: E39PBJppCP6Q9YbrpBMggCqCwC